# Bep Thomas
Albert Rudolf ("Bep") Thomas (Amsterdam, 7 oktober 1939) is een Nederlands voormalig voetbalscheidsrechter die onder meer in de Eredivisie floot. Hij maakte zijn debuut in de hoogste afdeling van het Nederlandse voetbal op 24 augustus 1977 bij het duel NEC–FC Volendam (2–1). Thomas was op 10 juni 1979 arbiter van de nacompetitiewedstrijd FC Groningen - Telstar, die in de eerste helft werd gestaakt nadat een toeschouwer een mes naar een speler van Telstar, Fred Bischot had geworpen. 
Voor zijn scheidsrechter-loopbaan, speelde hij op top-amateur-niveau bij de Amsterdamse amateur club ASC SDW en werd in de seizoenen 1966-1967 van de 2e Klas en 1970-1971 van de 1e Klas kampioen en werd 2e achter VV Caesar om het lands kampioenschap amateurvoetbal.  
Op 12 april 1987 gaf Thomas Feyenoord in de slotminuut van de Eredivisie wedstrijd Feyenoord - PSV een indirecte vrije trap in het strafschopgebied van PSV. Dit omdat PSV doelman Hans van Breukelen de bal onreglementair oppakte nadat de bal na een paar keer stuiteren op een graspolletje terecht kwam. Dit incident staat bekend als 'het polletje van Van Breukelen'. Keje Molenaar scoorde uit de vrije trap en voorkwam zo een nederlaag voor Feyenoord.

## Interlands
| Datum             | Plaats                      | Wedstrijd                                 | Uitslag | Competitie        | Kreeg geel | Kreeg voor de tweede keer geel en dus rood | Weggestuurd |
| ----------------- | --------------------------- | ----------------------------------------- | ------- | ----------------- | ---------- | ------------------------------------------ | ----------- |
| 24 februari 1982  | Valencia, Spanje            | Spanje – Schotland                        | 3 – 0   | Vriendschappelijk | 0          | 0                                          | 0           |
| 27 april 1982     | Esch-sur-Alzette, Luxemburg | Luxemburg – Frankrijk                     | 0 – 1   | Vriendschappelijk | 0          | 0                                          | 0           |
| 29 februari 1984  | Brussel, België             | België – Duitsland                        | 0 – 1   | Vriendschappelijk | 0          | 0                                          | 0           |
| 12 september 1984 | Londen, Engeland            | Engeland – Duitse Democratische Republiek | 1 – 0   | Vriendschappelijk | 0          | 0                                          | 0           |
| 28 januari 1986   | Ramat Gan, Israël           | Israël – Schotland                        | 0 – 1   | Vriendschappelijk | 0          | 0                                          | 0           |
| 18 april 1987     | Keulen, West-Duitsland      | Duitsland – Italië                        | 0 – 0   | Vriendschappelijk | 0          | 0                                          | 0           |
| 14 oktober 1987   | Londen, Engeland            | Engeland – Turkije                        | 8 – 0   | EK-kwalificatie   | 0          | 0                                          | 0           |
| 11 juni 1988      | Hannover, Duitsland         | Denemarken – Spanje                       | 2 – 3   | EK 1988           | 0          | 0                                          | 0           |

Bijgewerkt t/m 22 juli 2013